# Cry for You – The Album
Cry for You – The Album – debiutancki albumem szwedzkiej piosenkarki September (Petra Marklund) w Wielkiej Brytanii. Album został wydany 2 sierpnia 2009 roku w formacie digital download. Zawiera brytyjskie single piosenkarki: Satellites, Cry for You, Can’t Get Over oraz Until I Die, nowe wersje starych piosenek z poprzednich albumów oraz nowy materiał.
Pierwszy singel September w Wielkiej Brytanii (Satellites) nie został wydany nakładem wytwórni Har2Beat Records, dlatego album wydano z zupełnie nowym mixem tej piosenki.
Album w wersji promocyjnej wyciekł do sieci 14 czerwca 2009 roku. Od oryginalnego wydania różnił się nieco zmienioną listą utworów: album nie zawierał nowej piosenki "Sin Of My Own" i nowej wersji "September All Over", jednak zawierał nowy remix "Looking for Love" (ostatecznie album został wydany ze starą wersją piosenki).
Krążek nie odniósł sukcesu ze względu na brak promocji oraz przez brak wydania w formacie CD. Nadal nie wiadomo, czy wytwórnia wyda album jako CD.

## Lista utworów
1. "Cry for You" (UK Radio Edit) Oryginalna wersja z albumu In Orbit
2. "Can’t Get Over" (UK Radio Edit) Oryginalna wersja z albumu Dancing Shoes
3. "Until I Die" (UK Radio Edit) Oryginalna wersja z albumu Dancing Shoes
4. "Sin of My Own” Nowy utwór
5. "Satellites" (Hard2Beat Edit) Oryginalna wersja z albumu In Orbit
6. "We Can Do It" (UK Radio Edit) Oryginalna wersja z albumu  September
7. "Flowers on the Grave” Z albumu In Orbit
8. "Leave It All Behind" (UK Radio Edit) Nowy utwór
9. "Looking for Love” Z albumu In Orbit
10. "September All Over" (UK Radio Edit) Oryginalna wersja z albumu September
11. "Because I Love You" (Dave Ramone Edit) Oryginalna wersja z albumu Dancing Shoes
12. "Midnight Heartache” Z albumu In Orbit
13. "Sacrifice” Z albumu In Orbit
14. "End of the Rainbow” Z albumu In Orbit

Bonusowe Utwory
1. "Cry for You" (Original Edit)
2. "Can’t Get Over" (Original Edit)
3. "Until I Die" (Original Edit)